# Мілошарі
Мілошарі (рум. Miloșari) — село у повіті Димбовіца в Румунії. Входить до складу комуни Лудешть.
Село розташоване на відстані 83 км на північний захід від Бухареста, 18 км на захід від Тирговіште, 128 км на північний схід від Крайови, 91 км на південь від Брашова.

## Населення
За даними перепису населення 2002 року у селі проживали 259 осіб, усі — румуни. Усі жителі села рідною мовою назвали румунську.